# 天囷十二
鯨魚座63，又名BD-02 375，HD 13468、SAO 129739、HR 639，是鯨魚座的一颗恒星，视星等为5.93，位于銀經163.52，銀緯-58.23，其B1900.0坐标为赤經2h 6m 31.1s，赤緯-2° -58.23′ 44″。